# Dagsås

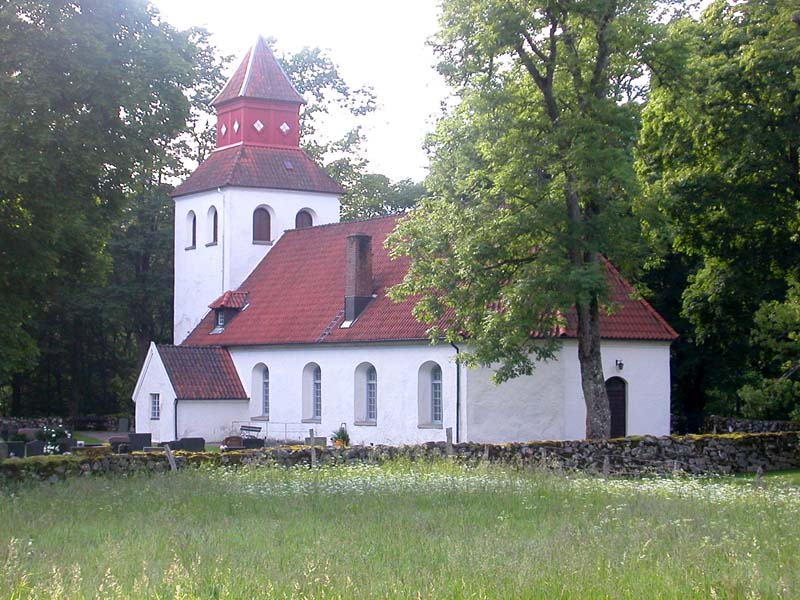
Église de Dagsås

Dagsås est une paroisse de l'ouest de la Suède, située dans le comté de Halland, sur le territoire de la commune de Varberg. Sa superficie est de 3 452 hectares.

## Paroisses limitrophes
- Grimeton (au nord)
- Sibbarp (à l'est et au sud)
- Tvååker (au sud-ouest)
- Spannarp (à l'ouest)

## Démographie
| Année      | 1810 | 1820 | 1840 | 1860 | 1880 | 1900 | 1920 | 1940 | 1960 | 1980 | 1990 |
| ---------- | ---- | ---- | ---- | ---- | ---- | ---- | ---- | ---- | ---- | ---- | ---- |
| Population | 261  | 274  | 297  | 406  | 413  | 445  | 452  | 293  | 226  | 147  | 171  |

## Lieux et monuments
- Tombes datant de l'âge du fer
- Église médiévale agrandie vers l'est au XVIIIe siècle et dont la tour a été ajoutée en 1912
- Manoir de Öströö restauré en 1916